# 117
Cette page concerne l'année 117  du calendrier julien. Pour l'année 117 av. J.-C., voir 117 av. J.-C. Pour le nombre 117, voir 117 (nombre).
L'année 117 est une année commune qui commence un jeudi.

## Événements

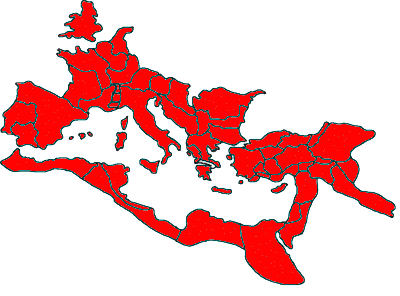
L'Empire romain en 117.

- Après le 5 janvier : Quintus Marcius Turbo remplace Marcus Rutilius Lupus comme préfet d'Égypte (fin en août 117)[1]. Il réprime la révolte des Juifs de Cyrène et d'Égypte[2].
  - Après avoir écrasé la révolte en Mésopotamie, Lusius Quietus est nommé par Trajan gouverneur de Judée ; il exerce une brutale répression pour maintenir la paix dans la région. Après leur révolte, les Juifs de Chypre sont interdits de séjour sur l’île[3].

- Été : les attaques répétées des Sarmates et des Roxolans provoquent une tentative de soulèvement des Daces soumis[4] ; Hadrien intervient personnellement en 119.
- Juin : échec du siège de Hatra en Syrie par Trajan, qui rentre à Antioche où il tombe malade[5].
- 7 août : Trajan, sur son lit de mort, adopte Hadrien sous l'influence de sa femme Plotine et le désigne comme son héritier. Il meurt à Sélinunte de Cilicie lors de son retour de la guerre en Orient ; sous son règne, l'Empire romain a atteint son extension géographique maximale[6].
- 11 août, Antioche : début du règne d'Hadrien, empereur romain (fin en 138)[7].
  - Hadrien signe un traité avec les Parthes et abandonne la Mésopotamie, l'Arménie et l'Assyrie pour rétablir la paix aux frontières de l'empire. Osroes retrouve son trône et Parthamaspatès obtient le royaume d’Osrhoène, vassal de Rome[8].
  - Les grands officiers de Trajan, opposés à cette politique, se compromettent dans le « complot des consulaires », et seront exécutés en juillet  118[9].
- 14 octobre : jeux parthiques à Rome en l'honneur de Trajan, qui reçoit l'apothéose[6].

## Naissances en 117
- 26 novembre : Aelius Aristide, rhéteur et philosophe grec.

## Décès en 117
- 7 août : Trajan, empereur romain.
- Dion Chrysostome, rhéteur et philosophe grec (né en 40).
- Archigène, médecin romain d'origine syrienne[10].